# Макс Клінгер
Макс Клінгер (нім. Max Klinger; 18 лютого 1857, Лейпциг — 4 липня 1920, Гроссйена, передмістя Наумбурга) — німецький художник, графік і скульптор, представник символізму.

## Життєпис
Народився в місті Лейпциг. Був другим сином в родині.
Під час навчання в школі водночас відвідував малювальну школу. Художник Антон фон Вернер (1843—1915), до якого звернулись, відмовився взяти його в учні і перенаправив молодого Клінгера до Карла Гуссова в Карлсруе. Клінгер навчався малюванню в Карлсруе у жанрового художника К.Гуссова, тоді ж виготовив на замовлення серію малюнків з античних статуй. В Карлсруе став також відомим як піаніст-виконавець.
Переїхавши до Берліна, підпав під вплив історизованого стилю художника Адольфа Менцеля. Навчався в Королівській (державній)академії мистецтв міста Берлін. Навчання закінчив 1876 року із срібною медаллю, у 1877 році (один рік) відбув службу волонтером у піхотному полку. Не припиняв працювати малювальником і зробив чимало малюнків тушшю.

## Художня творчість і довгі подорожжі

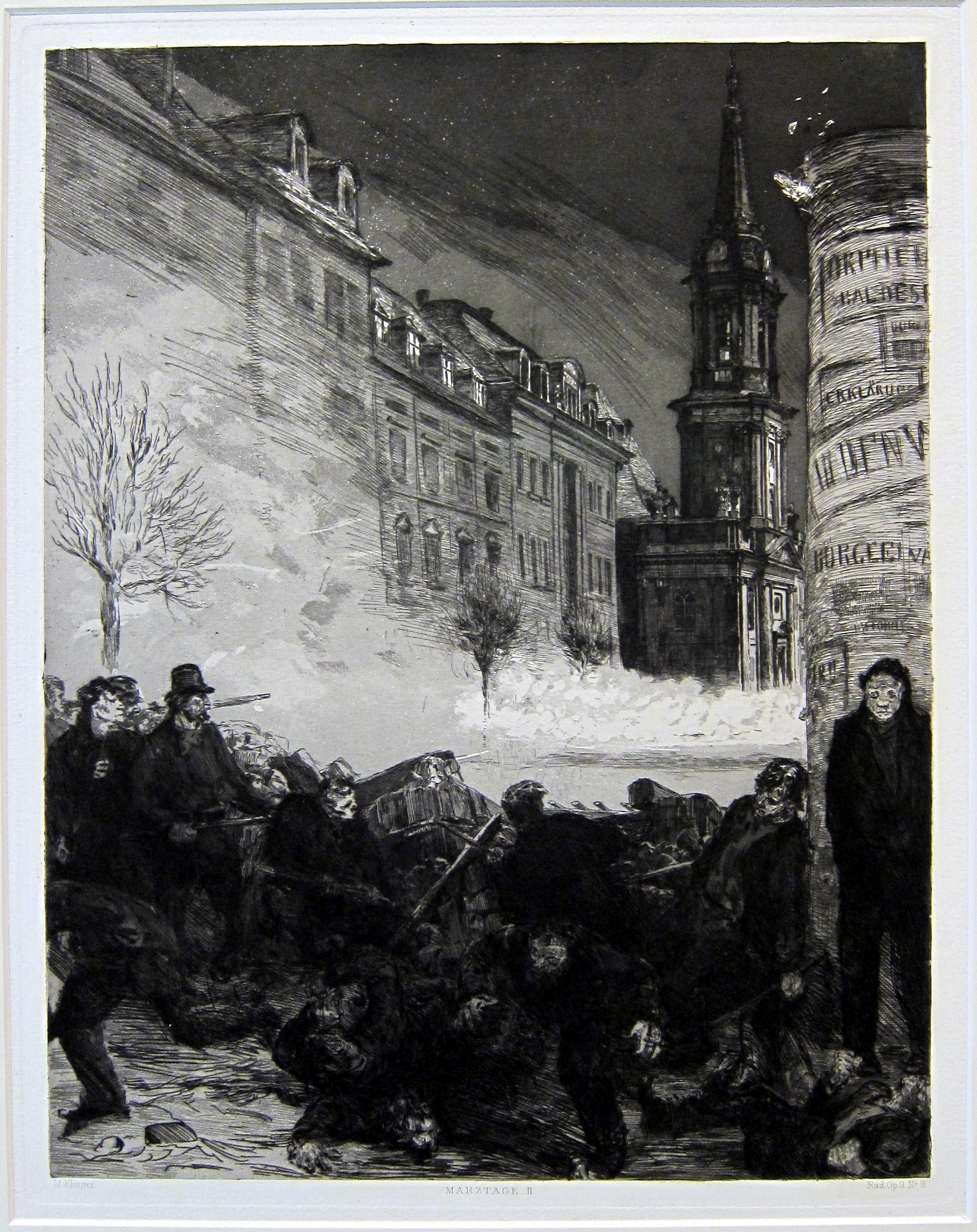

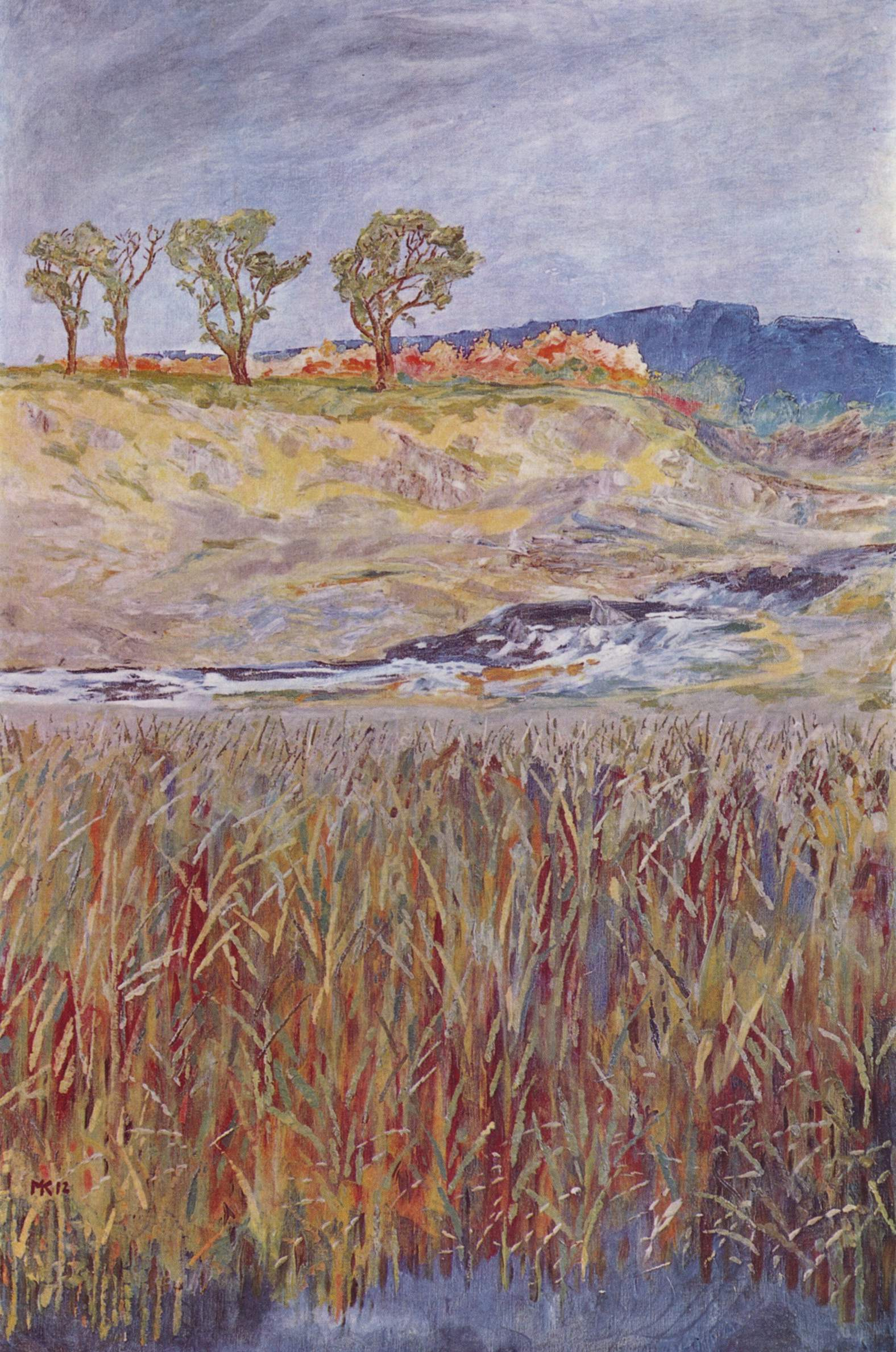
М. Клінгер. «Пейзаж», Державний Лінденау музей, Альтенбург.

Перші художні роботи в живописі та графіці відносяться до 1878 року. У 1879 році малює полотно «Смерть Цезаря» (Лейпциг, Музей образотворчого мистецтва), що стало центральним твором у розвитку німецького історичного символізму.
Макс Клінгер зосереджується на творчості і подорожах. 1878 року він вперше виставив власні картини в 52-й виставці в Королівській академії мистецтв в Берліні.
- 1879 року відвіав місто Брюссель, працює в техніці акватінта.
- 1881 року перебрався в Берлін, де мав власну майстерню. Підтримував дружні стосунки з швейцарським скульптором і художником Карлом Стауфер-Берном (1857—1891), котрий теж займався створенням графіки, працював в техніці офорт, був викладачем, у котрого навчались Кете Кольвіц, Клара Шиверт, Хедвіг Вейс.
- 1883 року Клінгер отримав першу значну замову на декор вестибюля вілли Штегліц під Берліном для Юлія Альберса.
- Відвідав Париж, де вивчав в музеї Лувр твори Оноре Дом'є та Франсіско Гойї.1884 року Клінгер інтенсивно працював над декором вілли Штегліц.
- 1886 р. — праця над композицією монумента Бетховену (гіпсова модель) та над «Саломеєю» (перший варіант). Влітку відвідав Париж, а потім північну Італію, де відвідав Каррару
- 1887 р. — перебував в Берліні, де відбулася його зустріч з художником Арнольдом Бекліном. Восени працює в Лейпцигу, де розпочав картину «Суд Париса».
- 1889 року перебував в Брюсселі і в Італії, в останній відвідав Неаполь, Пестум та Помпеї, де проведені чергові розкопки античних міст.
- 1893 р. — нова подорож через Відень до Греції, в Південну Італію і знову в Париж. Цього ж року створена «Брамс Фантазія»
- 1895 року він відвідав Париж, Лондон, Нідерланди та Бонн, зупинився в місті Лейпциг, де будували для нього студію.
- 1896 року помер його батько. Зробив ескізи для декору вестибюля Музею образотворчих мистецтв міста Лейпциг.
- 1898 р. — зустріч з письменницею Ельзою Азеньєф, котра стає його моделлю та громадянською дружиною. На другий рік відвідав Піренеї та Грецію з метою придбати мармурові блоки для замовлених творів.
- 1898 р. — відвідав Париж, де відбулась його зустріч з французьким скульптором Огюстом Роденом. На початку вересня став батьком, в Парижі народилась його донька Дезіре, яку віддали на виховання у французьку родину.
- 1901 р. — бронзове погруддя композитора Ференца Ліста (Лейпциг, концертна зала Гевандхаус, знищено в роки 2-ї світової війни).
- 1901 р. — праця над монументом Бетховену, котрий розпочав ще 1895 року
- 1903 р. — придбав земельну ділянку з виноградником в місті Гроссйєна під містом Наумбург і арендував там будинок.
- 1903 р. — підписав контракт на створення монумента композитору Брамсу для міста Гамбург. Восени померла його мати.
- 1907 р. — відвідав Францію та Іспанію.
- 1909 р. — Клингер в Горссйєні перебудовує будиночок на історичному винограднику в зручне помешкання. Перебудови і облаштування тривають до 1911 року. Нова модель і подруга скульптора і художника — Гертруда Бок (1893—1932). Розрив відносин з пані письменницею Ельзою Азеньєф.
- 19 жовтня 1919 року Макс Клингер мав інсульт, що примусило остаточно оселитися в Госсйєні. Того ж року скульптор пошлюбився із Гертрудою Бок.

Помер 4 липня 1920 року і був похований в Гроссйєні.

## Макс Клінгер графік
Велике значення у творчості Клінгера посідала графіка, в котрій він був віртуозним майстром і якій він у своїй книзі «Живопис і малювання», що вийшла в 1891 році, додає особливе, самостійне значення у відображенні зовнішнього світу. При цьому Клінгер вважав, що графіку властиво передавати демонічно-темні аспекти життя, які адекватно постають в лінійній і контрастній манері, що дозволяє розглядати Клінгера як одного з предтеч сюрреалістів. Зображення циклів дії з зображенням фантастично-символістських уявних реальностей сам Клінгер порівнював з музичним твором («опусом»). Сам же живопис залишалася для художника реалістично-позитивним засобом вираження.

## Графічні серії Клінгера

Макс Клінгер. «Викрадення Прометея», опус XII, серія «Фантазія на тему Брамса» (1894 р.)

- «Втрачена рукавичка пані» («Знайдена рукавичка») (1878–1880 рр.)[5]
- «Єва і майбутнє» (1880 р.)
- «Intermezzi» (1879–1881 рр.)
- «Життя» (1881–1884 рр.)
- «Кохання» (1879–1887 рр.)[5]
- «Фантазія Брамса» (1894 р.)
- «Про смерть» І серія
- «Про смерть» ІІ серія[5]

## Впливи
Під особливим впливом Клінгера перебував французький художник Пюві де Шаванн, котрий створив у Парижі серію алегоричних, монументальних творів настінного живопису. Своєю метою в мистецтві Клінгер бачив об'єднання живопису, пластики й архітектури. Написані Клінгером релігійні картини мають відчутний вплив на майстра італійського Ренесансу.

## Серія «Втрачена рукавичка пані», опус Х

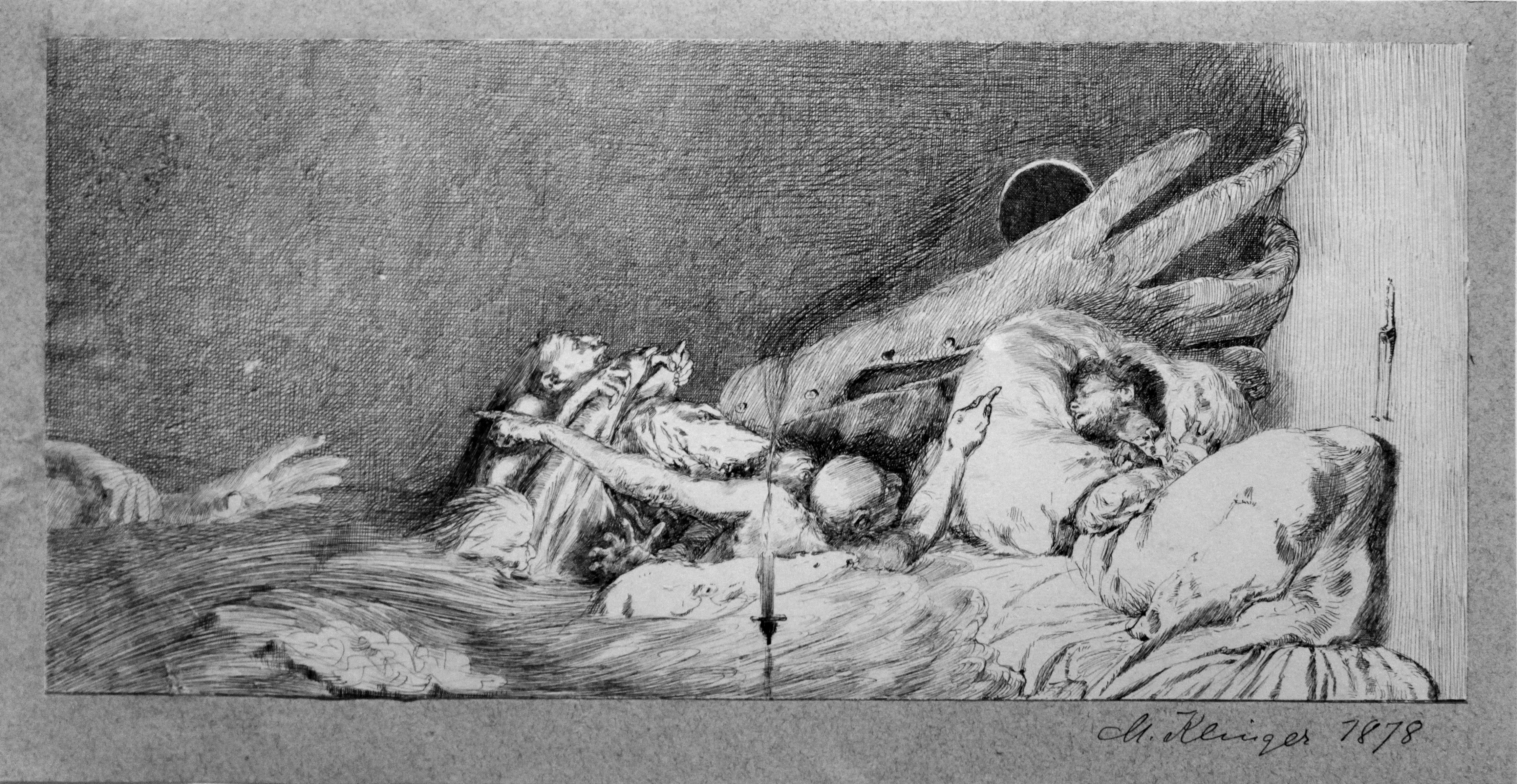
М. Клінгер. «Фантазії парубка щодо рукавички і пані, що її втратила»

Митець довгий час працював над серією графічних творів, умовна назва якої «Втрачена рукавичка пані», опус Х, або «Кохання». Макс Клінгер працював над графічним циклом в період 1880—1887, але серія була оприлюднена лише 1903 року.
Кожен аркуш серії викликав здивування антикласичним змістом і вкрай суб'єктивним його відображенням. Неоднозначність тлумачення кожного сюжету і його пов'язаності з йншими аркушами не пояснюють здуму. Все почалось із зустрічі на ковзанці, де шляхетне панство розважається катанням на роликах. Дослідники вбачають в бородані ліворуч самого Клінгера, що стоїть поряд з художником Германом Преллем. Клінгер уважно спостерігає за відвідувачами ковзанки, наче обирає майбутніх персонажів. Здається героїнею стане молода панночка, знаки уваги до якої подають два панича праворуч. На другому аркуші — паньонка втратила рукавичку і нею заволодів молодик. Аркуш дивує маятниковою композицією і ще цілком реалістичним відображеням подій. Третій аркуш наче вводить глядача в штучний світ фантазій художника і головного персонажа, де цілком реалістичні зображення втрачають реалістичні якості: незрозуиміло, до чого тут розпачлива жінка і погашена свічка, чому знову виникає рукавичка і чи то одне, чи то чотири деревця. Навіщо тут пагорб і рослинність, що нагадують чоловічі ноги… «Рятування рукавички» — головний персонаж в човні нмагається рятувати рукавичку, що перебуває в морі і повдить себе як неслухняна жива істота. На п'ятому аркуші — рукавичка подана вже як жива і керуюча каретою істота, що гонить вперед двох коней. Реалістичні деиалі в аркуші вже сильно витісняються фантазійними, особливо якимось моллюском на першому плані.
Всі злами депресивного XIX ст., його декадансу і його хворобливих пранень до штучної краси присутні в аркуші № 6 з хвилями моря, чомусь засипаними безліччю троянд… Хворобливі фантазії головного персонажа присутні і в сьомому аркуші — як нічні кошмари.
Символізм і суб'єктивізм головують в восьмому аркуші: жіноча рукавичка покоїться на жертовнику, на тлі — безліч другорядних рукавичок, що утворили завісу, яку намагається перетнути звір-чудовисько. Жива рукавичка наче зваблює чудовисько. Зваблення відбулося на дев'ятій сторінці серії і рукавичка похищена крилатим чудовиськом.
Десятий аркуш серії — під назвою «Амур». Але в аркуші головує не малий Амурчик з крилами комахи, а жіноча рукавичка, кинута під кущ троянд …
Незважаючи на сентиментальність серії, включення в серію нереалістичних композицій вивело її на нові обрії художнього побутування.

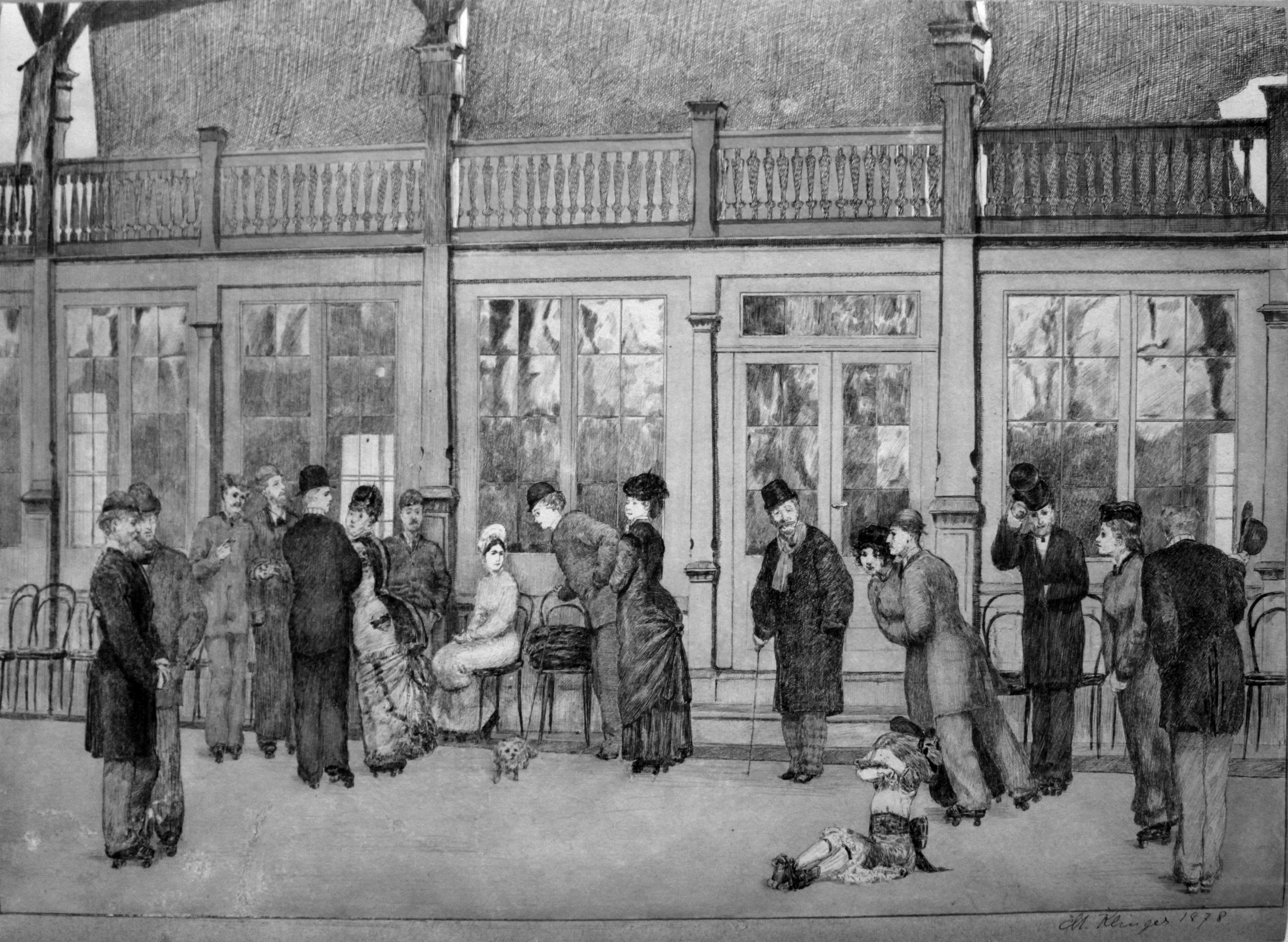
№ 1. «Шляхетне товариство на ковзанці»
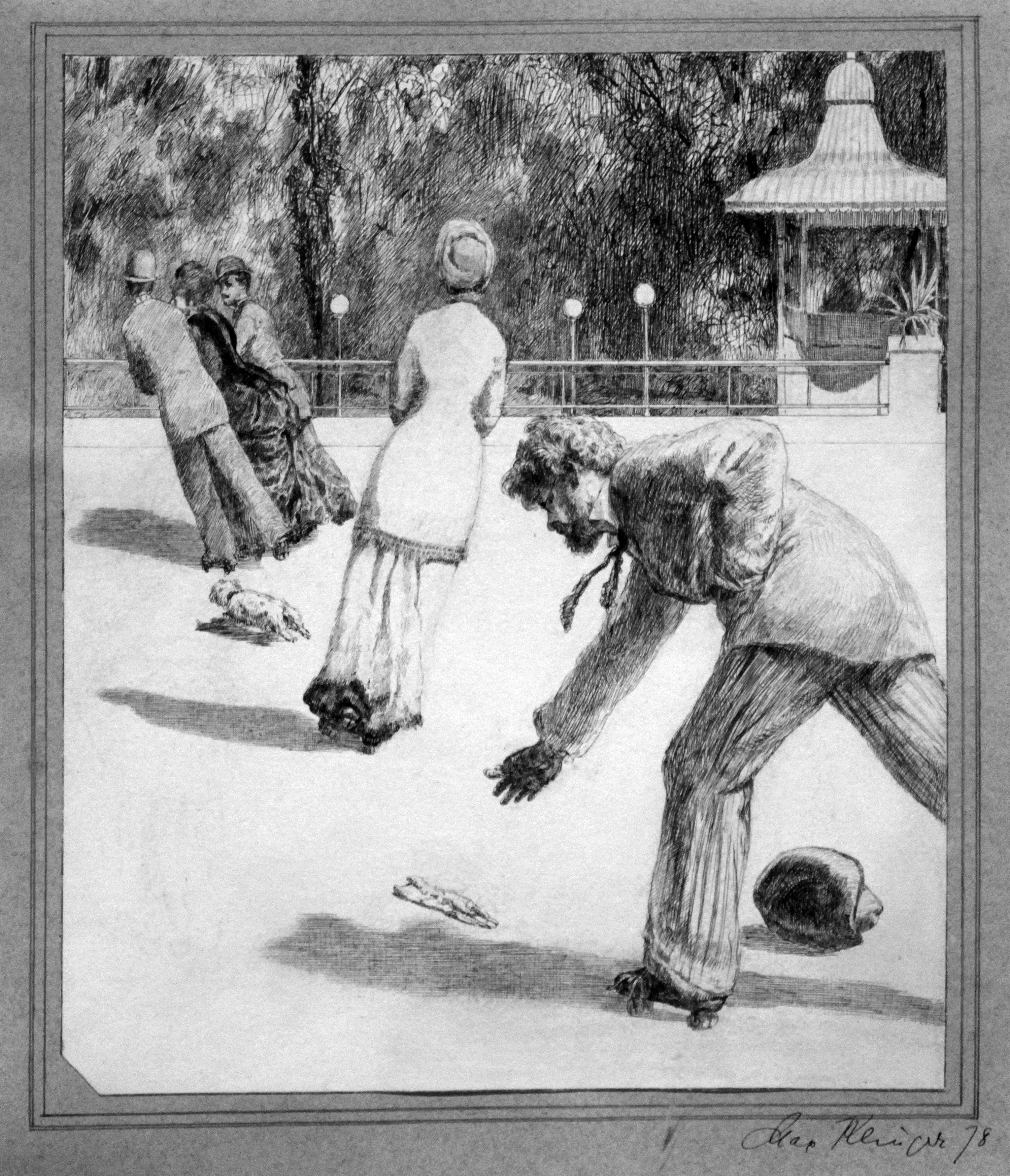
№ 2. «Пані втратила рукавичку»
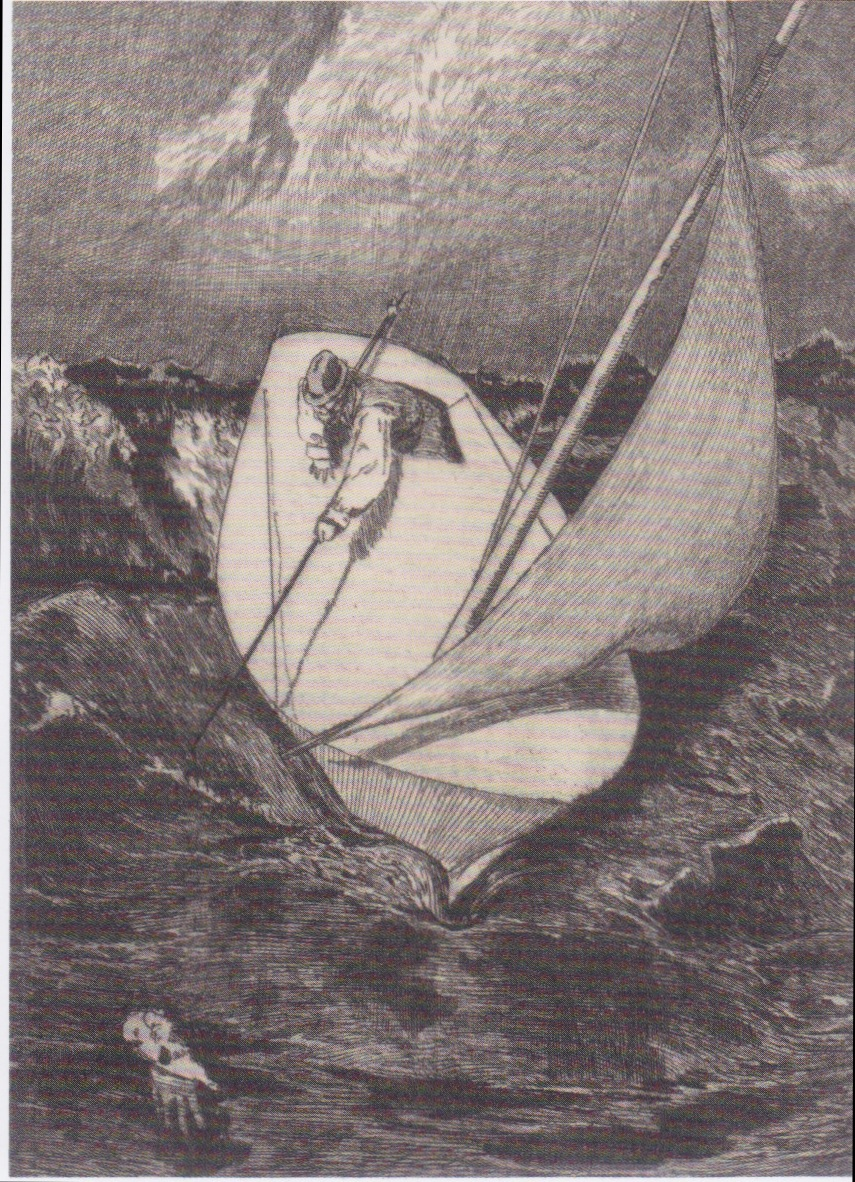
Аркуш № 4
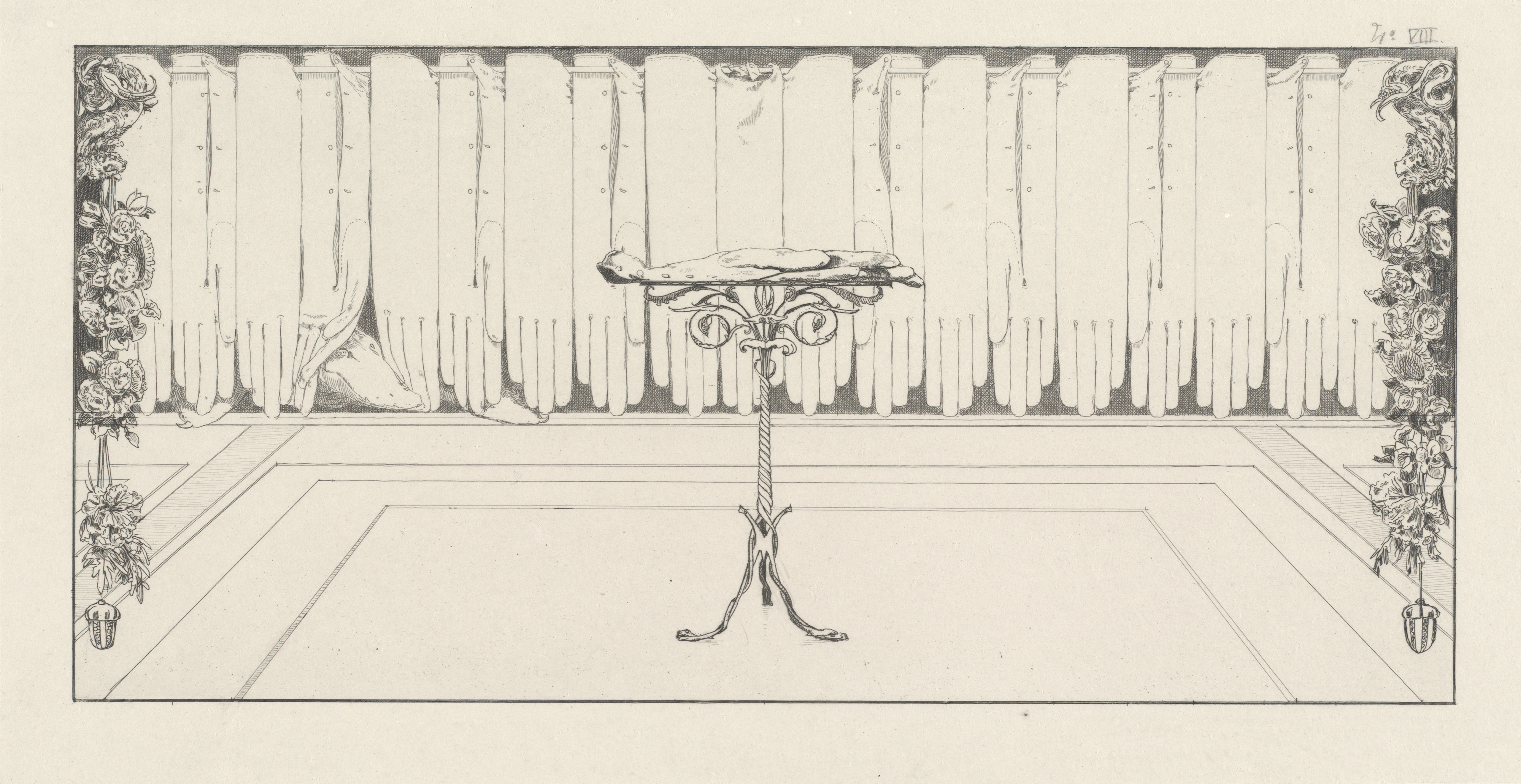
Аркуш № 8
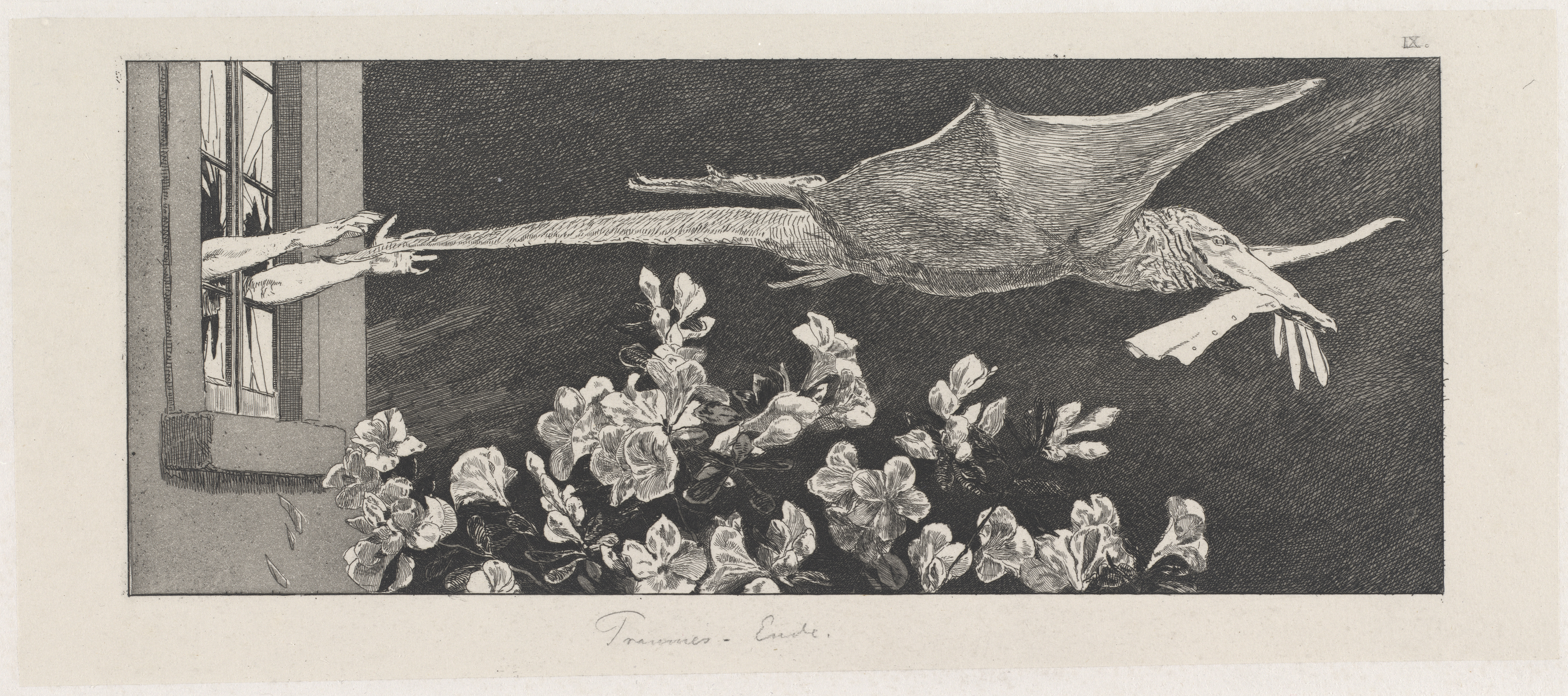
Аркуш № 9
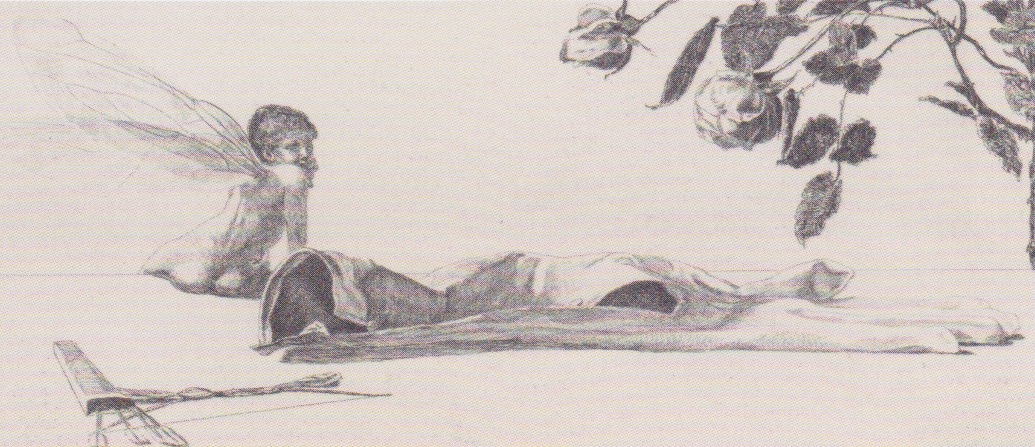
Аркуш № 10

## Серія «Кохання» (Eine Liebe)
Це цілком реалістична і графічна розповідь про пристрасне кохання одної німецької пари. Парубок в цій графічній серії підозріло нагадує молодого Макса Клінгера, але підстав пов'язати трагічну розповідь із життям самого Клінгера нема.
Обидва із шляхетних родин, що не дозволило швидкого знайомства і надто близьких стосунків без шлюбу. Але молодість і пристрасть розгортаються за власними законами і відкидають обережність та світські умовності. Нестримність обох в почуттях закінчилася позашлюбною вагітністю і паньонка, переживши ганьбу і відторгнення шляхетного панства, померла під час пологів.
Ситуація була досить типовою в суспільствах будь-якої країни. Макс Клінгер не дав імен персонажам, а обличчя молодого панича не подав відкрито жодного разу.

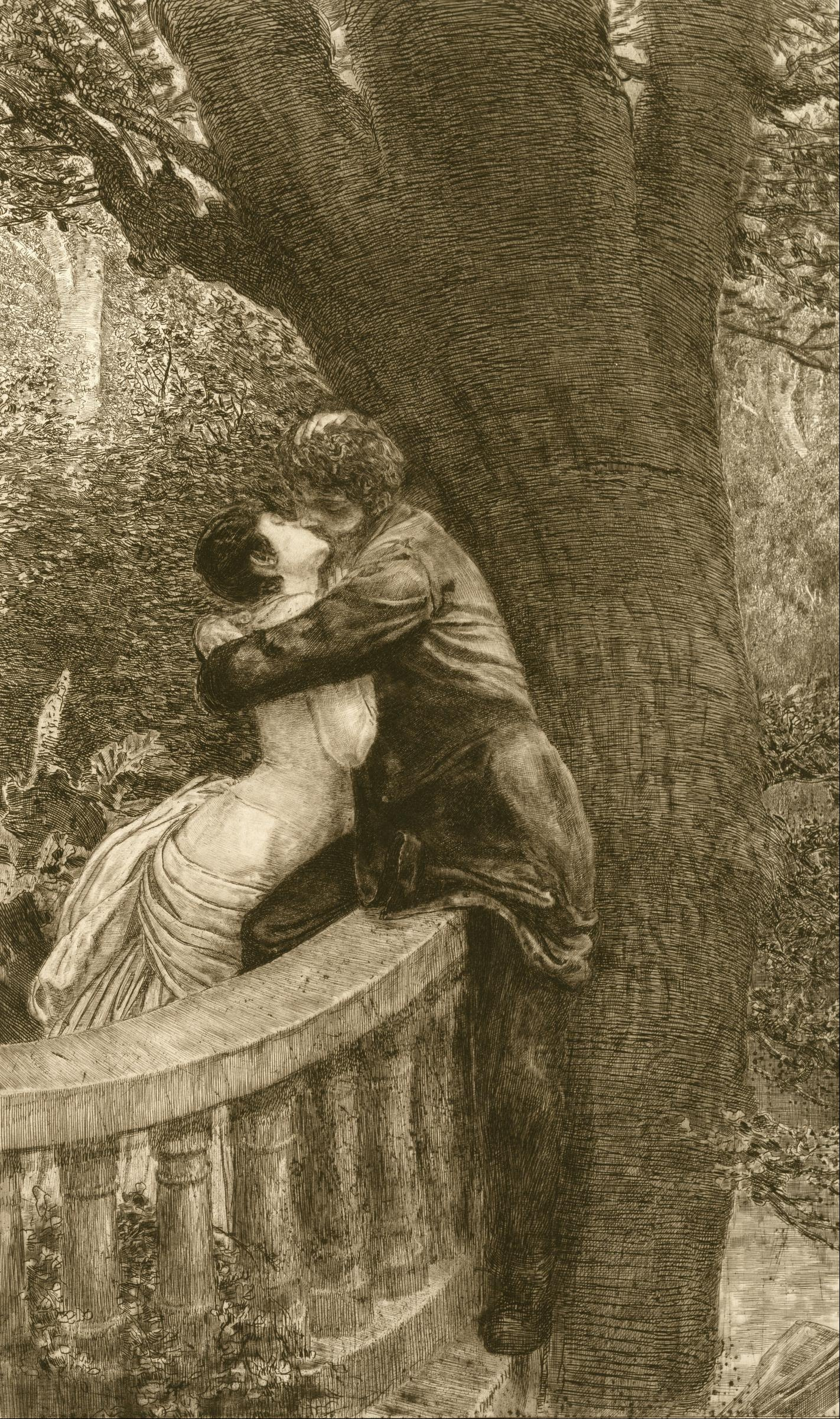
«Поцілунок»
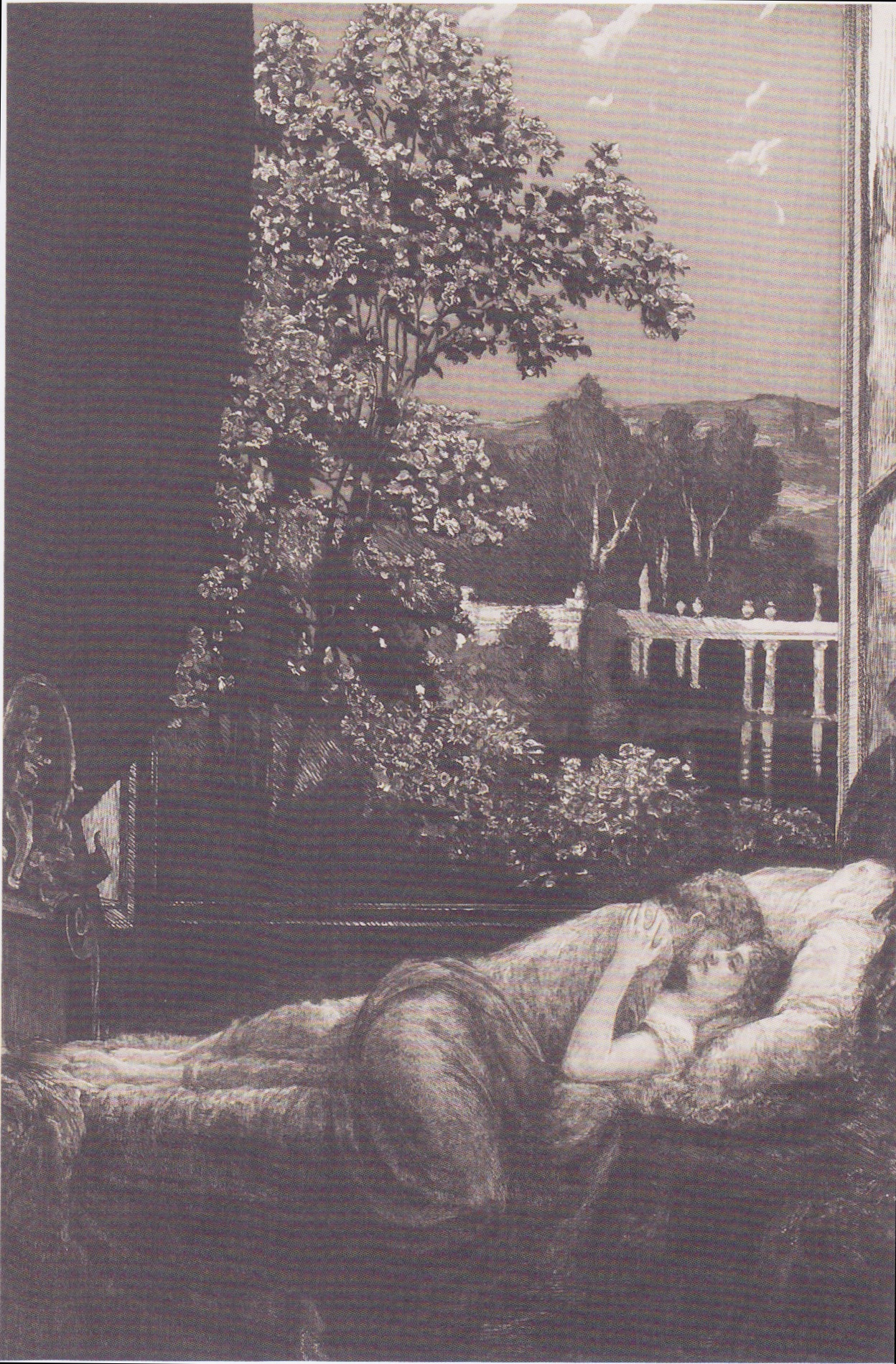
«Ніч кохання»
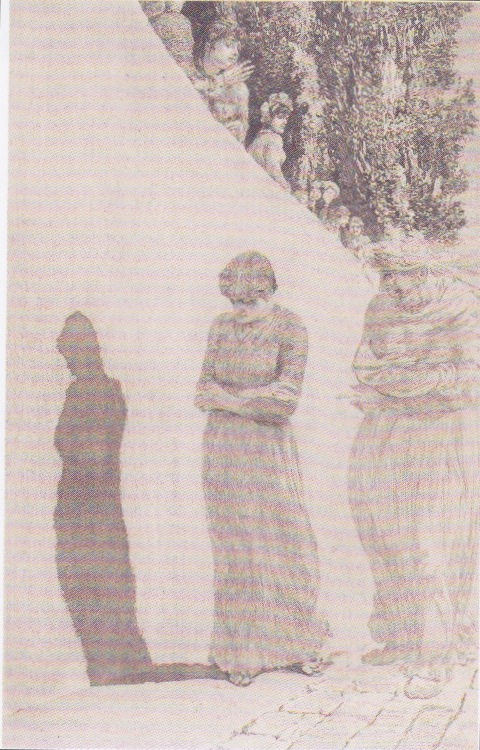
«Ганьба через небажану вагітність »
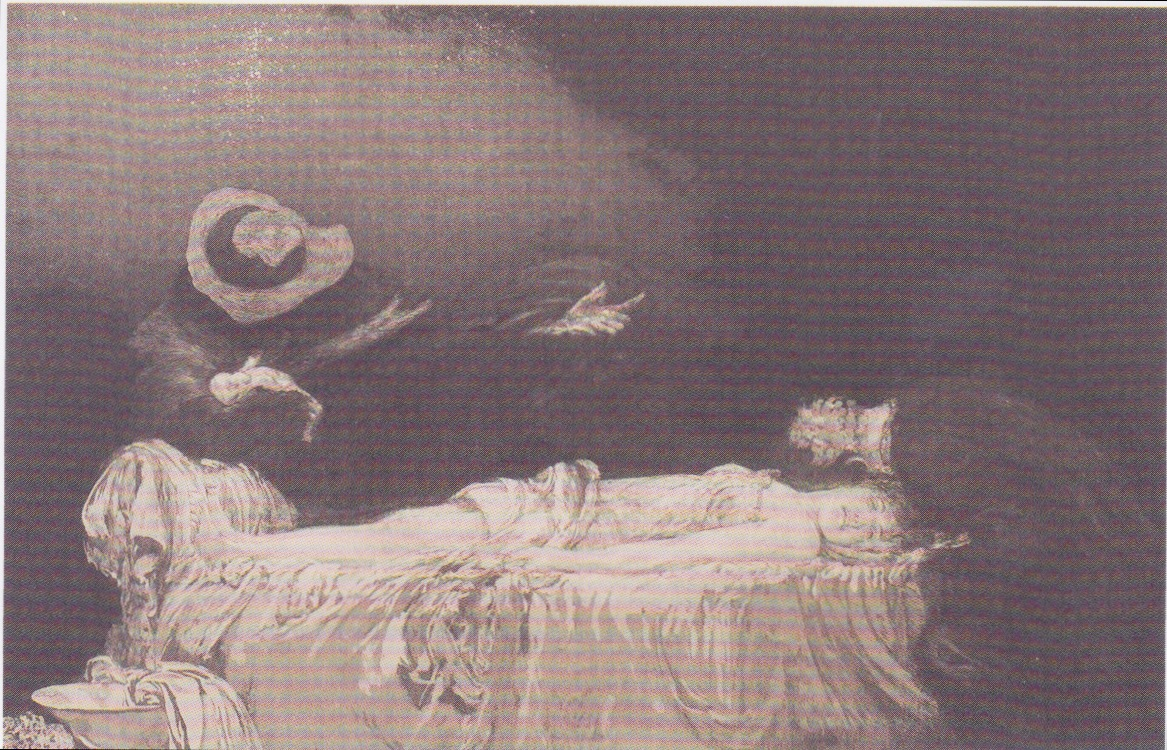
«Смерть пані під час пологів»

## Академічні впливи

Юпітер і Венера, офорт до видання «Амур і Психея», 1880 р.

Л. Апулей. «Амур і Психея», німецьке видання бл. 1909 р. з ілюстраціями М. Клінгера

Зовсім іншим за якостями графіком Макс Клінгер поставав в інших серіях. Так, він зробив серію гравюр до перекладу твору Л. Апулея «Амур і Психея». Кожна сторінка видання мала декоративну рамку. Верхню панель рамок Макс Клінгер віддав різноманітним композиціям, декоративним та сюжетним, що нагадували чи то десюдепорти, чи то рельєфи. Бічні сторони рами віддані пейзажним і рослинним мотивам, а також колонам, прикрашеним вінками та гірляндами. Лише нижня стулка рамок більш одноманітна, з частими повторами одних і тих же декоративних мотивів (нереїда, чаша з виноградом і виноградною лозою). Низка декоративних мотивів в стилі академізму доводить, в якого майстерного декоратора виробився Макс Клінгер свого часу.
Графічні вставки-ілюстрації розповідають історію стосунків і кохання Амура та Психеї і виконані в типово академічній манері — величні пози, ідеальні торси, шляхетна драперія. На відміну від трагічної серії «Втрачена рукавичка пані» історія Амура та Психеї закінчується добре. Психея законно була віддана в дружини Амуру, і в відповідний термін у них народилась донька, котру назвуть Насолода.

## Макс Клінгер і музика

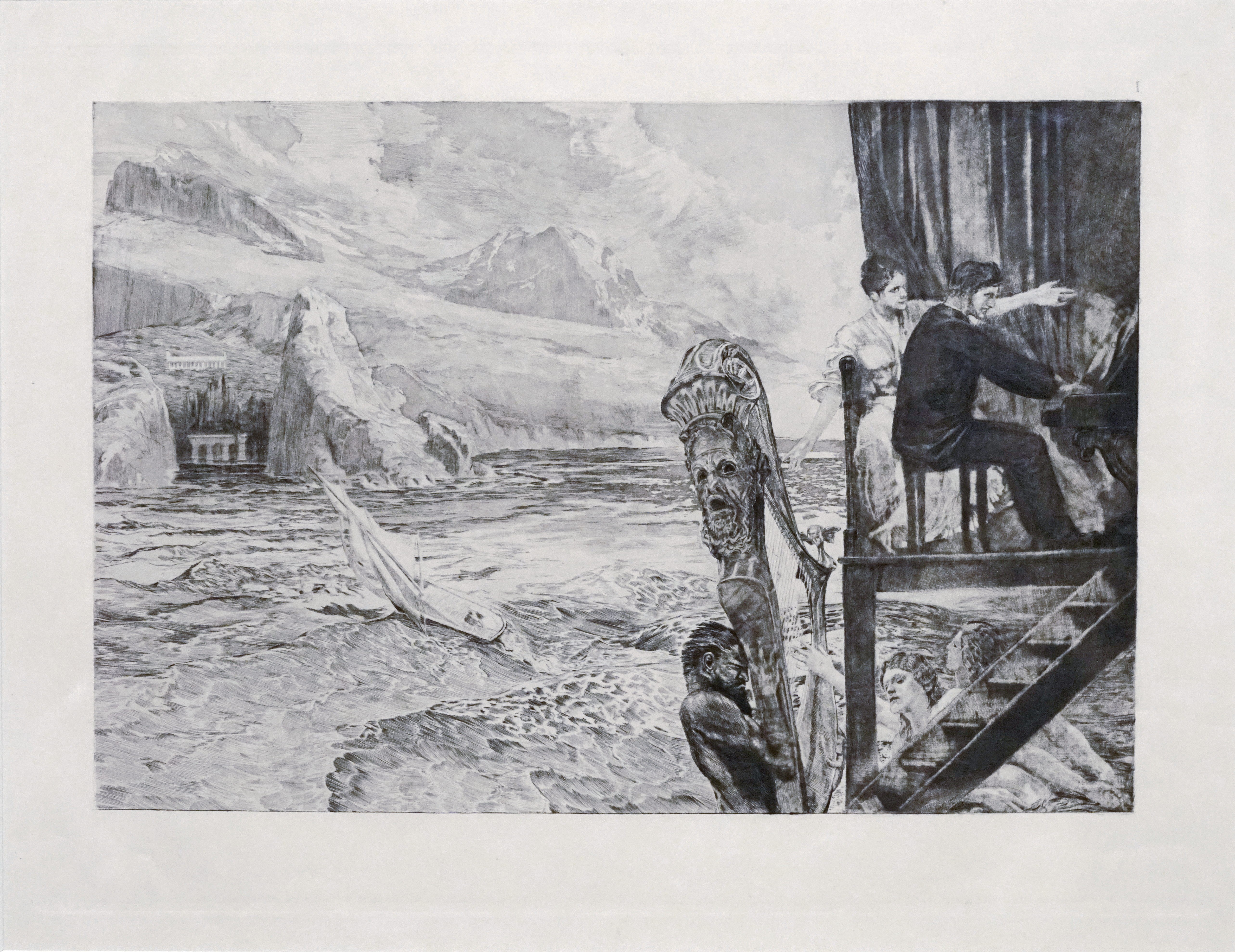
Макс Клінгер, Акорд, 1894 р.

Все життя Макс Клінгер був пов'язаний з музикою і сам був піаністом. Ще в роки навчання в Карлсруе він став також відомим як піаніст-виконавець. Саме в музиці найбільш повно відбивалися сильні, пристрасні прагнення митця. Авторитетні для Макса Клінгера композитори стають для нього об'єктами художніх інтерпретацій. Серед творів Клінгера — монументи на честь Бетховена, Брамса, останнього скульптор полюбляв і виділяв серед інших. Він узявся створити величний монумент на честь композитора Ріхарда Вагнера, але нездоров'я і смерть не дозволили здійснити задум.
Музика і асоціативні картини, викликані нею, були також темами його графічних творів. Їх хаотичні композиції особливо повно відтворені в графічних аркушах серії «Фантазія Брамса». Дивацькою, штучно поєднаною із різних частин була і композиція аркушу «Акорд», де є постамент з піаністом і роялем, арфа, неспокійне море з човном (мотив, відомий у Клінгера і за іншими серіями), гірський пейзаж із поховальним комплексом на узбережжі. На сумний настрій аркуша впливають декілька різних компонентів. Але ноту повного відчаю зображенню надає міфічна постать Фавна, що виринув і обійняв арфу наче ще одне божество цього світу.

## Вибрані роботи

### Живопис
- «Вечір», 1872, Дармштадт, Земельний музей Гессена
- «Єва і Майбутнє», 1880
- «Блакитна ніч», Дрезден (знищена в роки 2-ї світової війни)
- «Оплакування Христа», Дрезден (знищена в роки 2-ї світової війни)
- «Пляж», (Мюнхен, Нова Нінакотека)
- «Вирок Паріса» 1885/87 Відень, Нова Галерея музею історії і мистецтва
- «Розп'яття», 1891
- «Фантазія Брамса», 1894
- «Христос в Олімпії», 1897, Лейпциг, Музей образотворчого мистецтва
- «Ельза Азеньєф»

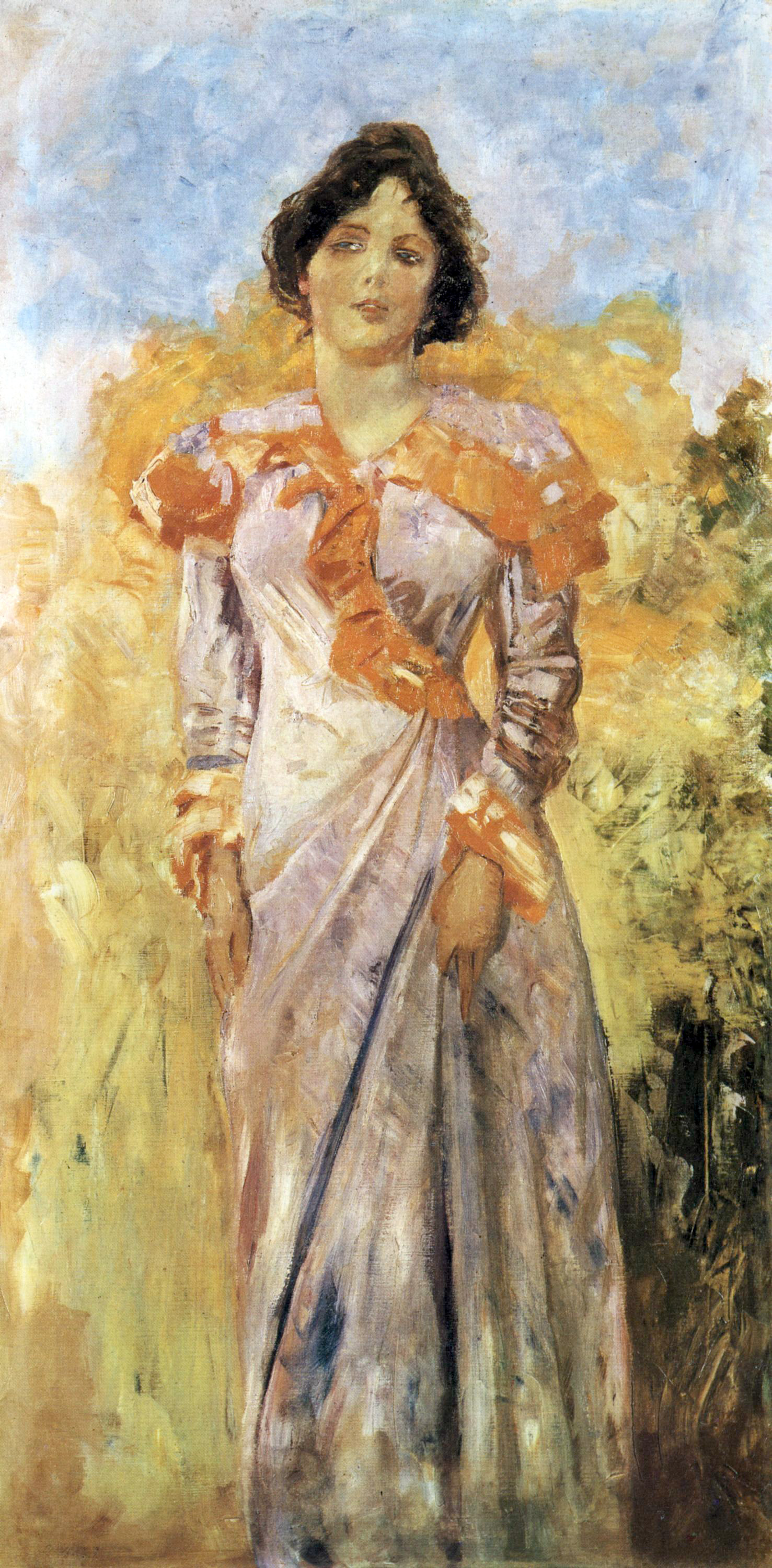
«Ельза Азеньєф в полі», 1904 р.
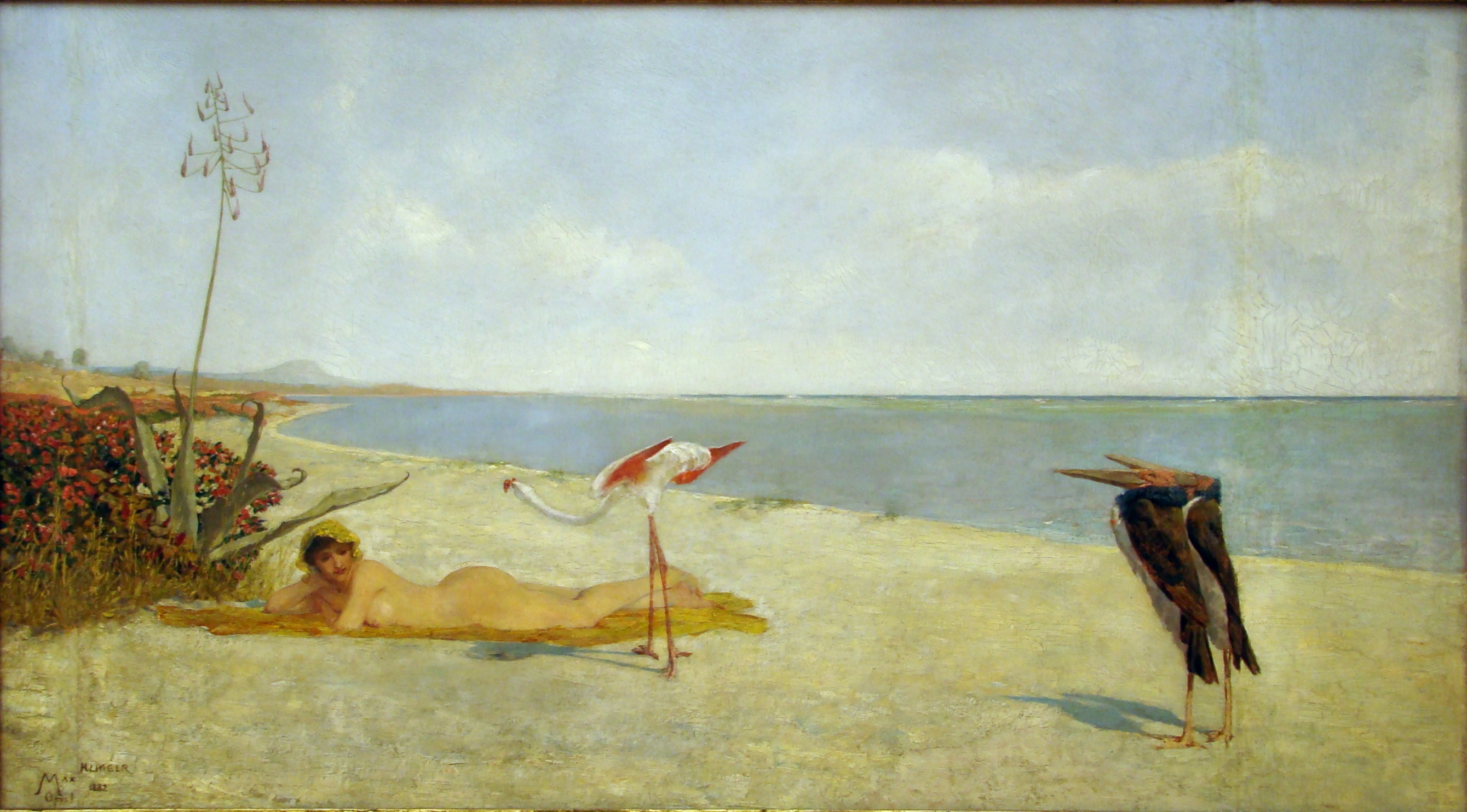
«Посланць», 1882 р.
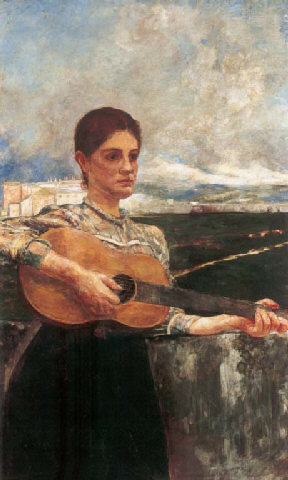
«Мелодія», 1892 р.

### Скульптура
- «Бетховен», 1902, Лейпциг, Музей образотворчого мистецтва
- «Нова Саломея», погруддя, 1893,
- «Соломія», 1920, Вупперталь, Музей фон дер Хейдта
- «Фрідріх Ніцше», погруддя, мармур, Ермітаж, Санкт-Петербург
- «Атлет»
- «Кассандра», погруддя
- «Ельза Азеньєф», погруддя, Мюнхен, Нова Пінакотека
- «Ференц Ліст», погруддя, бронза